# Емели де Форест
Емели Шарлоте-Викторија де Форест (дан. Emmelie Charlotte-Victoria de Forest), рођена 28. фебруара 1993. у Рандерсу као Емели Енгстрем (дан. Emmelie Engström), данска је певачица. На Песми Евровизије 2013. у шведском граду Малмеу представљала је своју државу са песмом Only Teardrops и победила са 281 бодом. Нешто раније је потписала уговор са Јуниверзал мјузиком којим је уговорила издавање првог албума за 6. мај 2013.

## Биографија
Емели Енгстрем је рођена 28. фебруара 1993. у данском граду Рандерсу. Мајка јој је Данкиња, а отац Ингвар де Форест (1938—2010) Швеђанин. Како воли да пева, Емели се у овом пољу се такмичи од девете године. Са четрнаест година је сарађивала са шкотским музичарем Фрејзером Нилом, што је укључивало наступе на неколико фестивала и у многим културним центрима. Као мала, преселила се у Маријагер. Живела је са оцем, чије је презиме Де Форест евентуално преузела. Године 2011. преселила се у главни град Копенхаген како би се уписала на Комплетни вокални институт, на коме студира певање.

## Каријера
Де Форестова је наставила каријеру самофинансирајућег музичара. Њен рад и жеља за напретком навели су је да се пријави на дански предизбор за Евровизију. Тако је Емелина песма Only Teardrops постала једна од десет нумера између којих су гласачи и чланови жирија бирали свог представника. Финале је одржано у јануару. У суперфинале су прошла три извођача, међу којима је била и Емели, која је у њему 26. јануара победила са 11 бодова од жирија и 15 од публике (половина укупног).
Емели је са издавачком кућом Јуниверзал мјузик потписала уговор 25. марта. Након тога, 14. априла, објавила је да ће први албум Only Teardrops издати 6 маја. То се и догодило, а на албуму се налази дванаест песама, укључујући оригиналну и симфонијску верзију представничке песме. Де Форестова је у уторак 14. маја наступала у првом полуфиналу као пети извођач. Пласирала се у финале на којем је наступила у суботу 18. маја као осамнаести извођач. Победила је са 281 бодом.

## Дискографија
| Назив | Детаљи                                                         | Највиша позиција |
| Назив | Детаљи                                                         | ДАН              |
| ----- | -------------------------------------------------------------- | ---------------- |
|       | - датум: 6. мај 2013. - издавач: Јуниверзал мјузик - формат: , | 13               |

| Година | Назив | Највиша позиција | Највиша позиција | Највиша позиција | Албум |
| Година | Назив | БЕЛ              | ДАН              | ХОЛ              | Албум |
| ------ | ----- | ---------------- | ---------------- | ---------------- | ----- |
| 2013.  |       | 35               | 2                | 36               |       |
| 2013.  |       | —                | —                | —                |       |